# Carrer de la Rosa
El carrer de la Rosa és un via urbana de Tortosa (Baix Ebre) que comunica el carrer del Bisbe Aznar amb la plaça de la Cinta. Està inclòs a l'Inventari del Patrimoni Arquitectònic de Catalunya.

## Història i descripció
Es troba dins del primitiu recinte romà, paral·lel a l'antic cardo romà (avui carrer de la Ciutat). A l'extrem sud es trobava la porta principal de la ciutat, l'anomenat portal de la Rosa o del Pont de Pedra, que tenia tres arcades en època romana i després quedà en una amb dues torres. Sobre l'arc hi havia una imatge de la Mare de Déu de la Rosa, que es conservà enmig del carrer fins al 1936 després que el 1878 l'arc fos enderrocat per una riuada. El pont es conserva per sota del carrer actual.
Durant l'Edat Mitjana rebia el nom de carrer dels Sastres i formava una via urbana força important, com ho demostren els palaus que conserva. Formava part de l'eix comercial que anava des de la Llotja fins al portal del Romeu, i va mantenir la seva importància en aquest aspecte fins a la darreria del segle xix.
Conserva els palaus Oriol, Despuig i Capmany; la resta dels edificis, distribuïts en habitatges plurifamiliars de tres pisos o bé tres pisos i golfes, són tots de la darreria del segle xix i el començament del xx. Les façanes solen ser de carreus de pedra grans a la planta, amb portes d'arc escarser i emmarcament de pedra, i arrebossades o amb pintades senzilles als nivells superiors. Els balcons poden ser de base de pedra (núms. 14 i 16) o de ferro amb manises a la base. Els vestíbuls de la planta baixa solen també tenir sòcol de revestiment amb ceràmica vidrada. Les escales són encaixades o a la catalana, amb ull central petit.
Són abundants els comerços de les plantes baixes, poc reformats pel que fa a l'estructura, però el carrer han perdut la importància que sempre havia tingut en aquest aspecte.